# Ghost in the Shell: S.A.C. Solid State Society
Ghost in the Shell: S.A.C. Solid State Society (攻殻機動隊 STAND ALONE COMPLEX Solid State Society?, Kōkaku kidōtai Sutando Arōn Konpurekkusu Soriddo Sutēto Sosaieti) è un film d'animazione giapponese del 2006, diretto da Kenji Kamiyama. Prodotto dalla Production I.G nel 2006, il film fa da special di chiusura alla serie televisiva animata Ghost in the Shell: Stand Alone Complex.
La distribuzione italiana del film è stata annunciata da Dynit l'8 aprile 2013, il film è stato distribuito rimasterizzato in DVD e Blu-Ray il 17 settembre 2014, e viene anche distribuito con il titolo Stand Alone Complex: Ghost in the Shell - Solid State Society.

## Trama
Nel 2034, la Sezione di Pubblica Sicurezza Numero 9 è ancora attiva e si appresta a risolvere un nuovo cyber crimine. Un misterioso terrorista sta diffondendo un virus (elettronico) che provoca reazioni suicide negli individui che ne vengono infettati, ma dopo che il maggiore Motoko Kusanagi aveva lasciato la sezione (ben due anni prima), molto sembra essere cambiato all'interno di questa squadra speciale. A prendere il comando della squadra infatti adesso ci sarà Togusa, e non, come sarebbe stato presumibile, Batou, dato che quest'ultimo, all'epoca del passaggio di mansione, aveva rifiutato l'incarico senza possibilità di appello. Durante le indagini comunque, un terribile dubbio salterà in mente agli uomini della Sezione 9: il maggiore Kusanagi potrebbe avere qualcosa a che fare con i sanguinosi attentati delle persone colpite dal virus. Tutta la storia si dirama nella ricerca della verità, e non senza colpi di scena si arriverà a scoprire manovre segrete di cui lo stesso governo nazionale potrebbe essere il promotore segreto.

## Colonna sonora
- Ghost in the Shell: S.A.C. Solid State Society OST